# Николас, Джереми
Джереми Николас (англ. Jeremy Nicholas; род. 20 сентября 1947, Веллингтон, Шропшир) — английский актёр, радиоведущий, музыкальный критик, композитор и поэт.
Окончил Бирмингемскую школу техники речи и актёрского мастерства (1969). Начиная с рубежа 1960-70-х гг. выступал на различных театральных сценах Великобритании, в том числе с собственным моноспектаклем по роману Дж. К. Джерома «Трое в лодке, не считая собаки». Постоянно участвует также в съёмках телесериалов — в частности, исполнил роль Натаниэля Винкля в экранизации «Записок Пиквикского клуба» Ч. Диккенса (1985). В качестве ведущего участвовал более чем в 60 различных программах на разных каналах вещания BBC, включая три авторские программы о музыке. Участвовал в роли рассказчика в записи сочинения Сергея Прокофьева «Петя и волк» (с Симфоническим оркестром Словацкого радио под управлением Ондрея Ленарда).
Николас написал популярные биографические книги о Фридерике Шопене и Леопольде Годовском, а также буклеты к более чем 80 дискам академической музыки. Как музыкальный критик он является постоянным автором журнала Gramophone, на страницах которого, в частности, выступал последовательным апологетом пианистки Джойс Хатто, впоследствии разоблачённой в качестве плагиатора. Опубликовал также сборник стихов, написал собственный стихотворный текст на музыку сюиты Камиля Сен-Санса «Карнавал животных». Собственные музыкальные произведения Николаса исполняли такие известные музыканты, как пианист Марк Андре Амлен и органист Кевин Бойер.